# Liste von Kraftwerken in Ghana
Die Kraftwerke in Ghana werden sowohl auf einer Karte als auch in Tabellen (mit Kennzahlen) dargestellt.

## Installierte Leistung und Jahreserzeugung
Im Jahre 2013 lag Ghana bzgl. der jährlichen Erzeugung mit 12,87 Mrd. kWh an Stelle 90 und bzgl. der installierten Leistung mit 2.847 MW an Stelle 96 in der Welt.
2016 konnte die seit mehreren Jahren herrschende Stromrationierung beendet werden.

## Kalorische Kraftwerke
| Name des Kraftwerks | Inst. Leistung (MW) | Brennstoff  | Status     |
| ------------------- | ------------------- | ----------- | ---------- |
| Kapone Sap          | 211                 | Erdgas      | in Betrieb |
| Takoradi            | 550                 | GuD, Erdgas | in Betrieb |
| Tema Osonor         | 110                 | Erdgas      | in Betrieb |

## Wasserkraftwerke
| Name des Kraftwerks | Inst. Leistung (MW) | Fluss           | Status     |
| ------------------- | ------------------- | --------------- | ---------- |
| Akosombo            | 1.020               | Volta           | in Betrieb |
| Bui                 | 400                 | Schwarzer Volta | in Betrieb |
| Kpong               | 160                 | Volta           | in Betrieb |